# Bóng rổ 3x3 tại Đại hội Thể thao châu Á 2022 – Giải đấu Nữ
Giải đấu nữ nội dung Bóng rổ 3x3 được tổ chức tại Sân bóng rổ Công viên Thông tin Địa lý Đức Thanh, Hồ Châu, Trung Quốc từ ngày 25 tháng 9 đến ngày 01 tháng 10 năm 2023.

## Quốc gia tham dự
| Trung Quốc | Đài Bắc Trung Hoa | Hồng Kông  | Ấn Độ    |
| ---------- | ----------------- | ---------- | -------- |
|            |                   |            |          |
| Nhật Bản   | Jordan            | Kazakhstan | Malaysia |
|            |                   |            |          |
| Maldives   | Mông Cổ           | Nepal      | Hàn Quốc |
|            |                   |            |          |
| Thái Lan   | Uzbekistan        |            |          |
|            |                   |            |          |

## Kết quả
- Tất cả thời gian thi đấu đều là giờ Việt Nam (UTC+07:00)